# Station Łupków

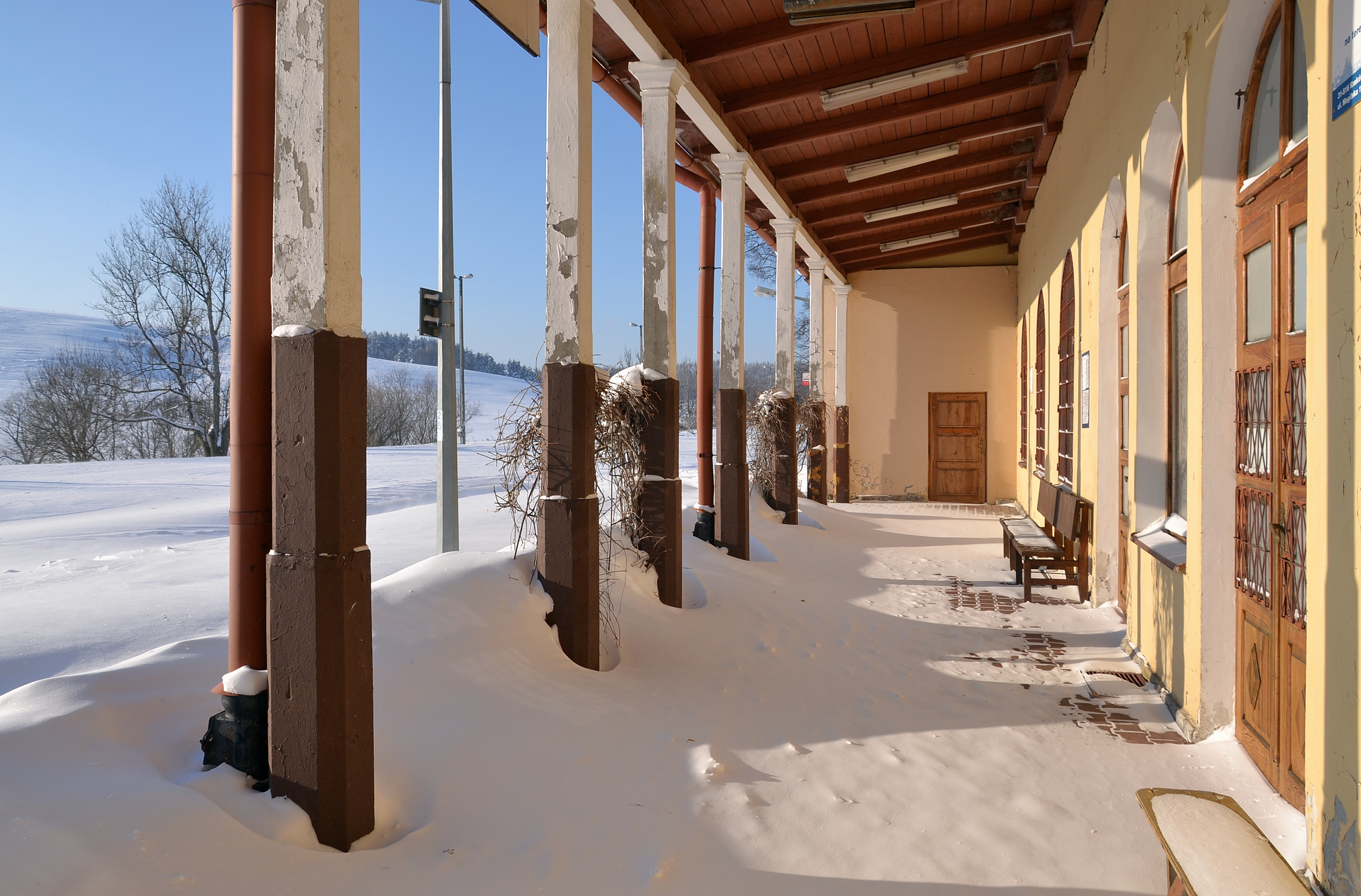
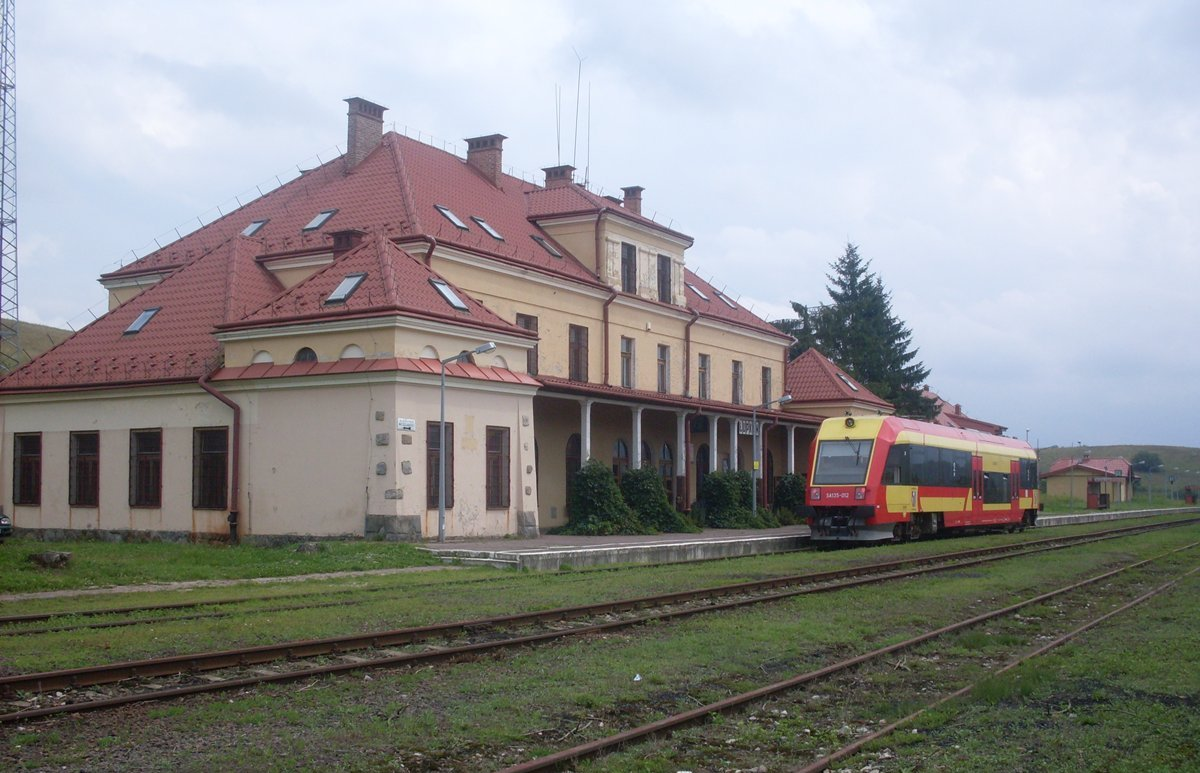
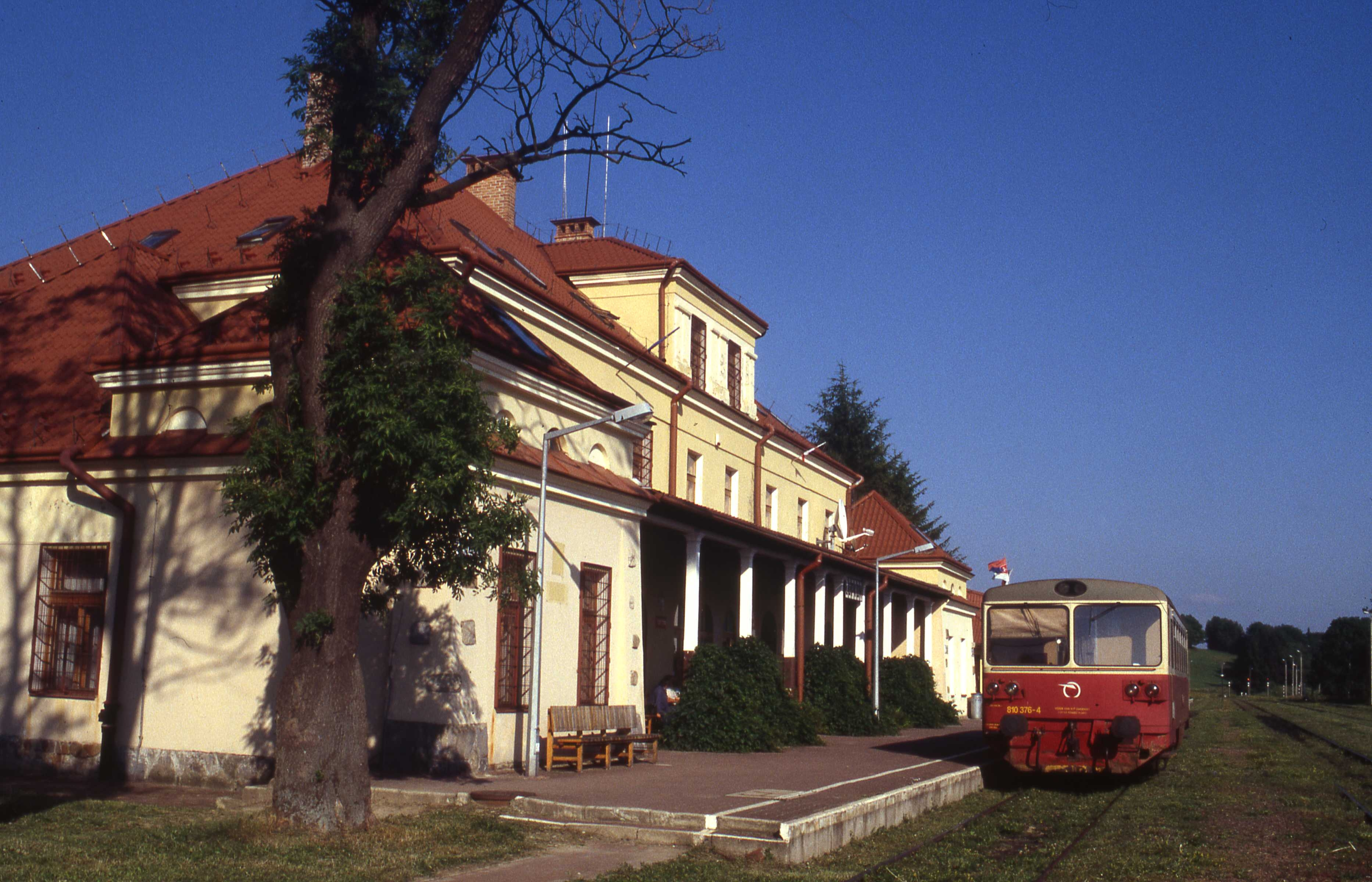
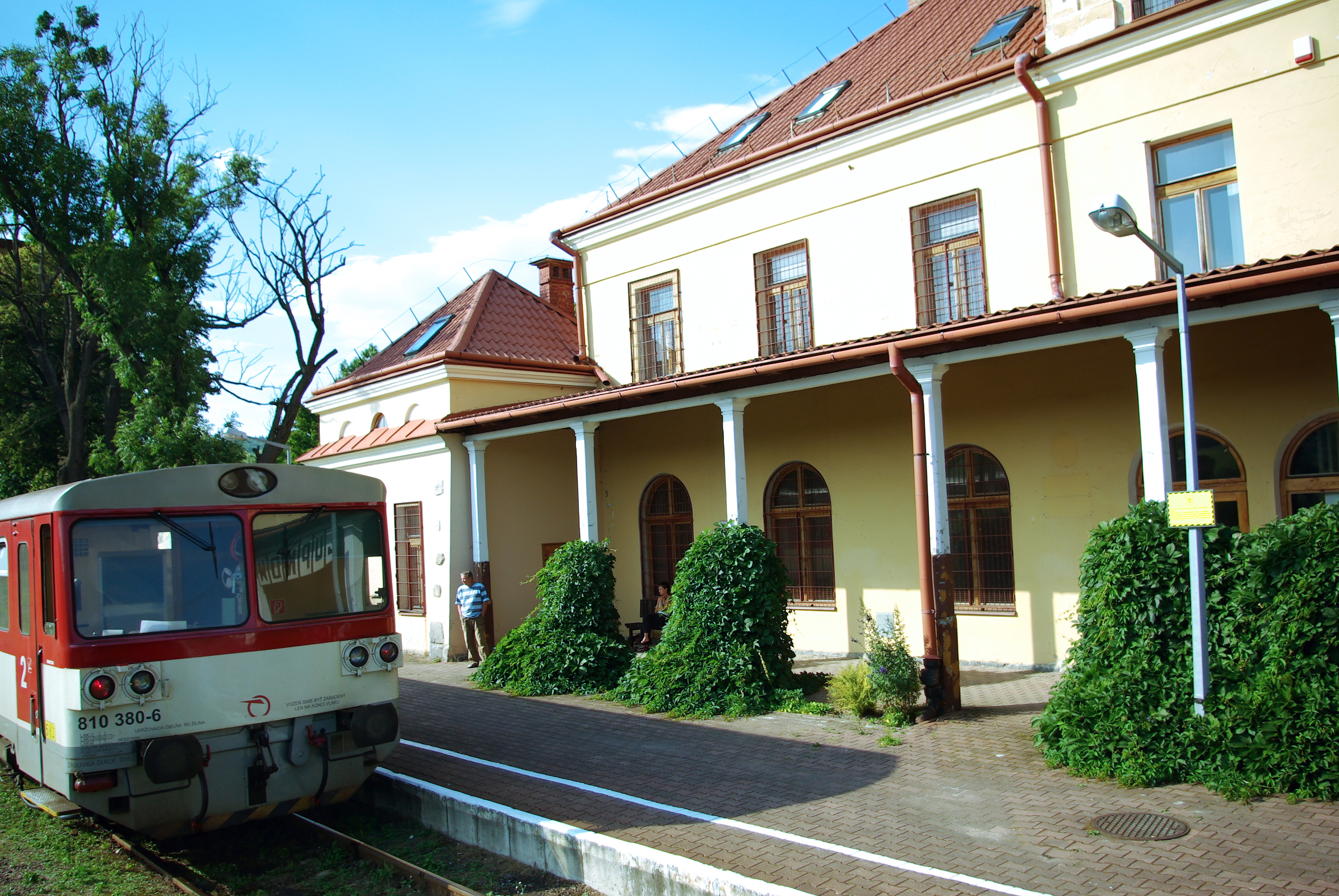
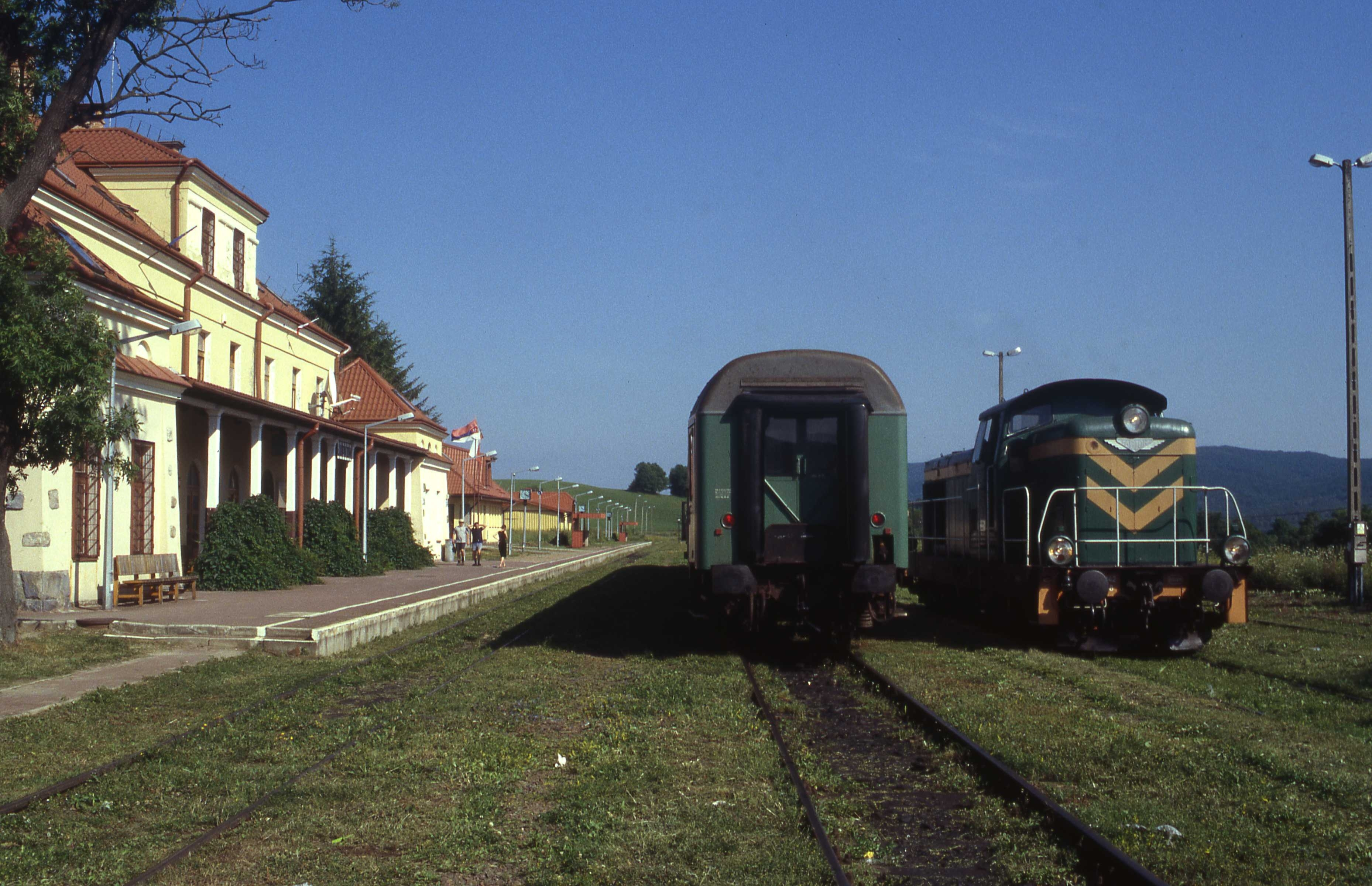

Station Łupków is een spoorwegstation in de Poolse plaats Łupków.

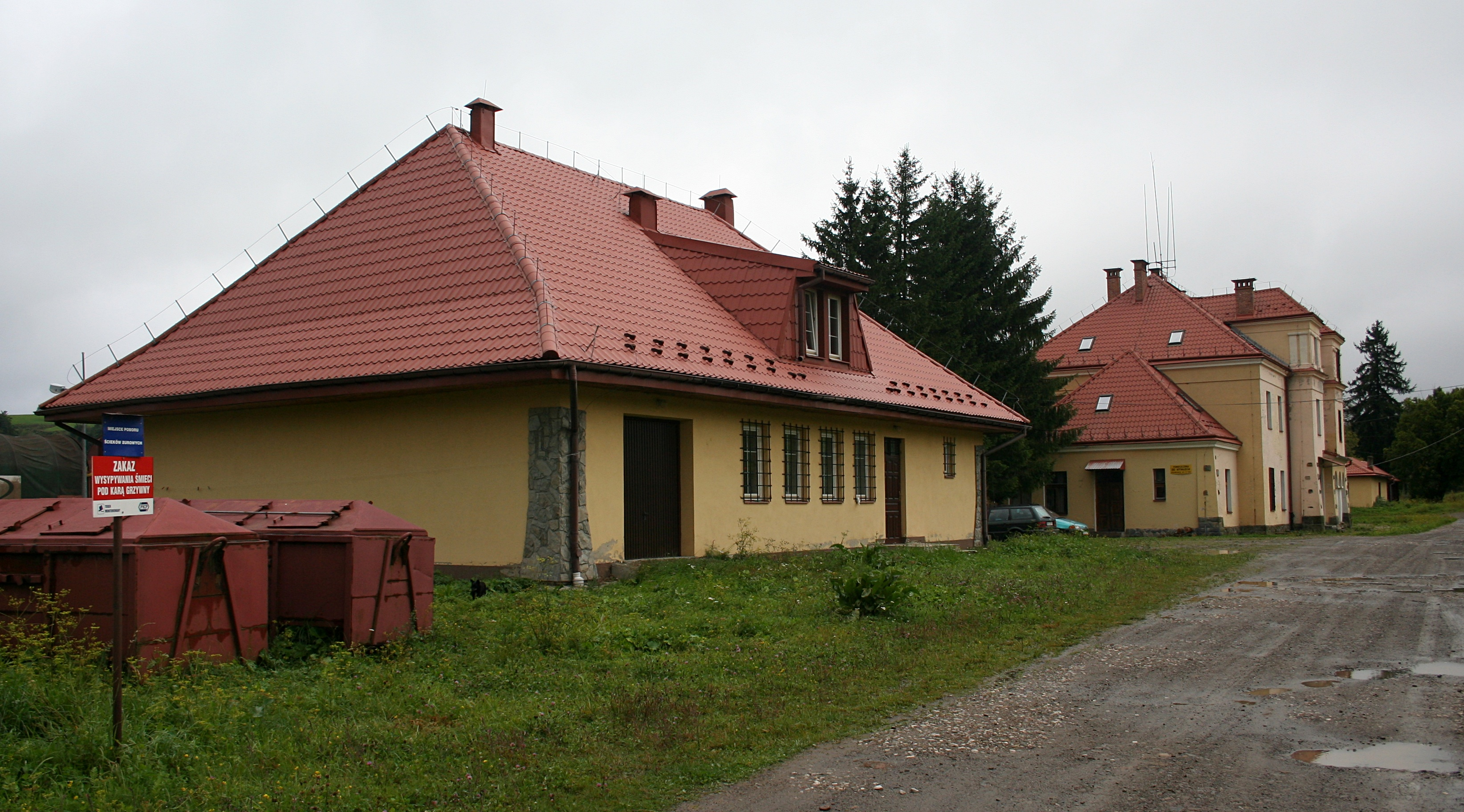
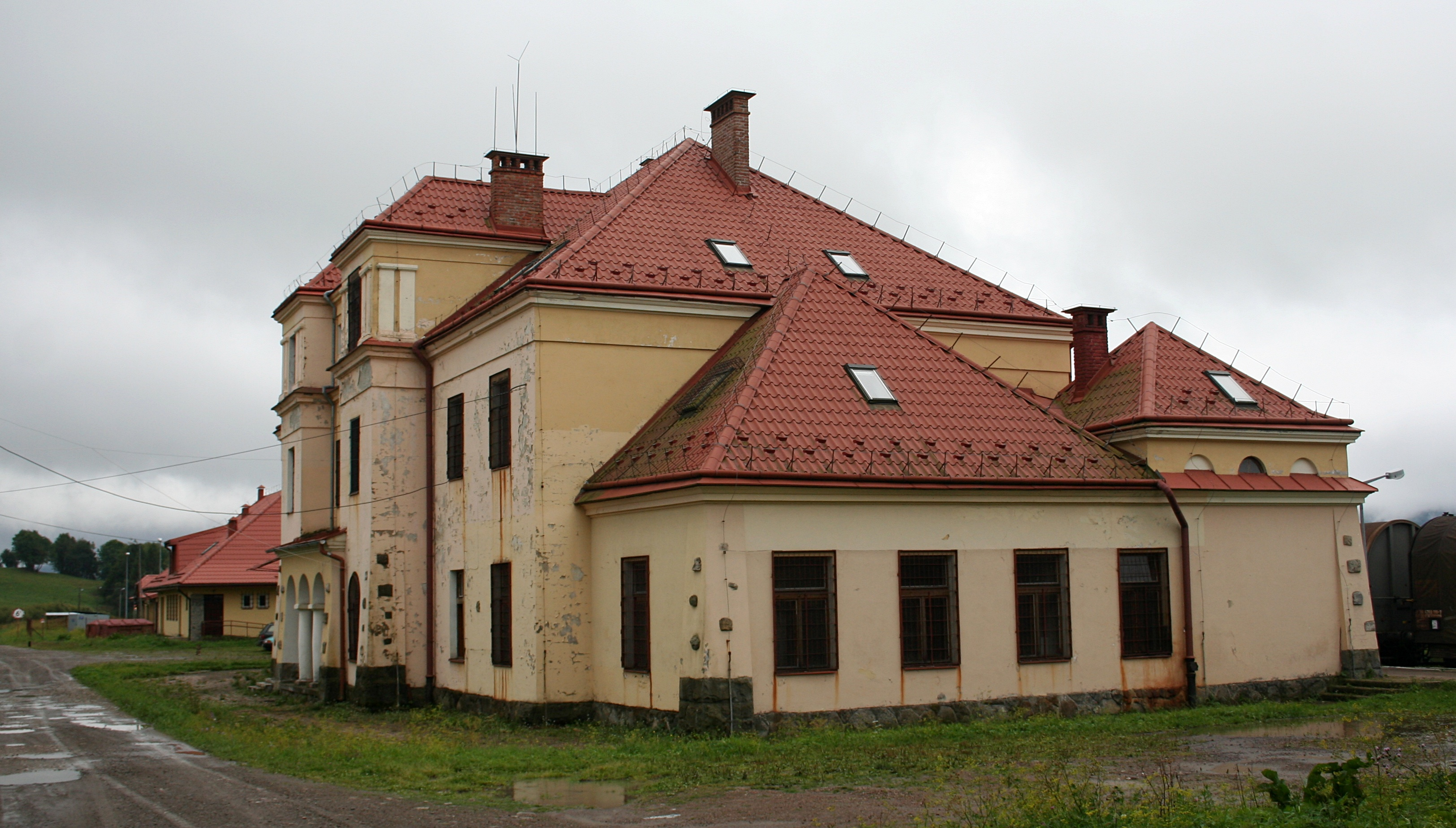
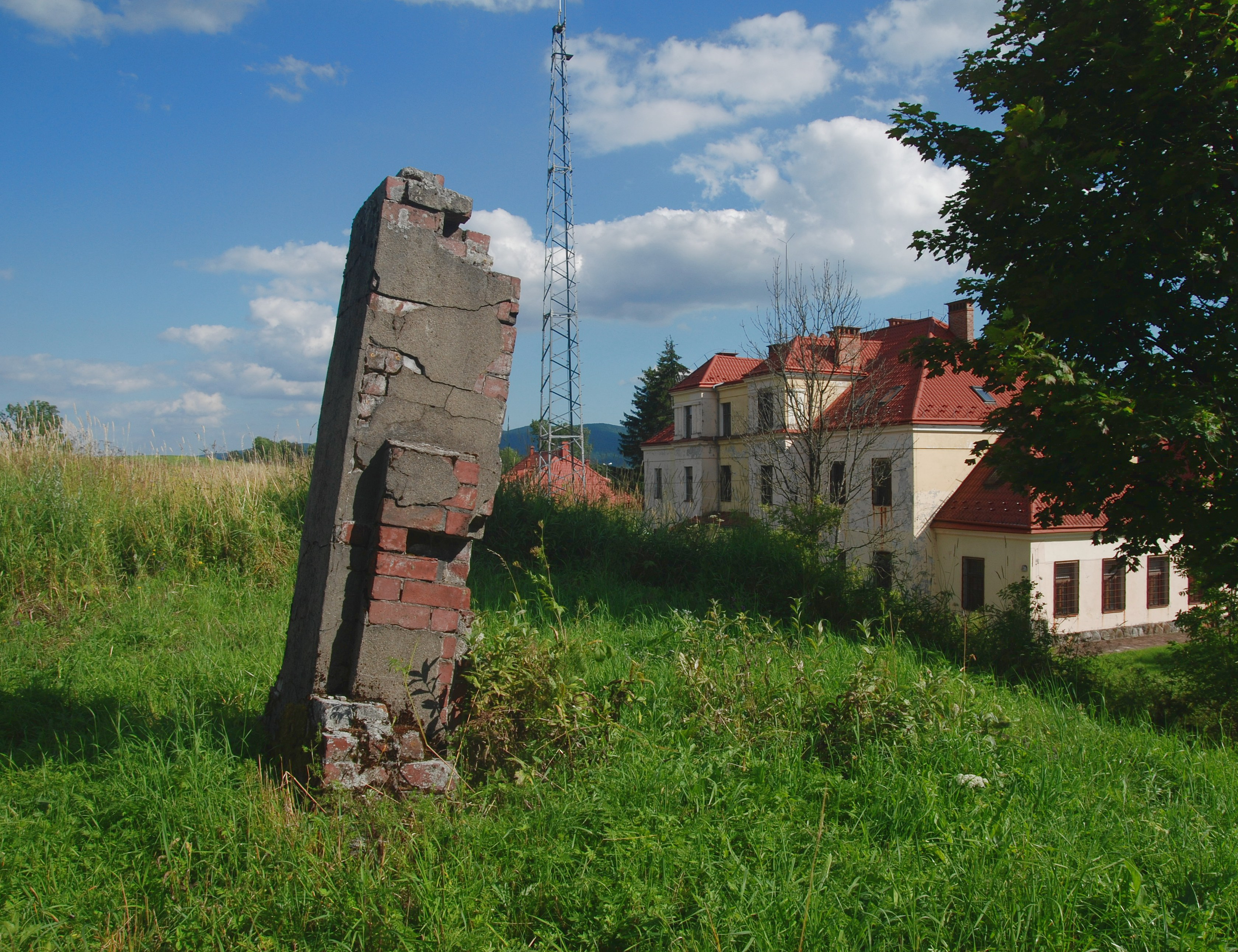
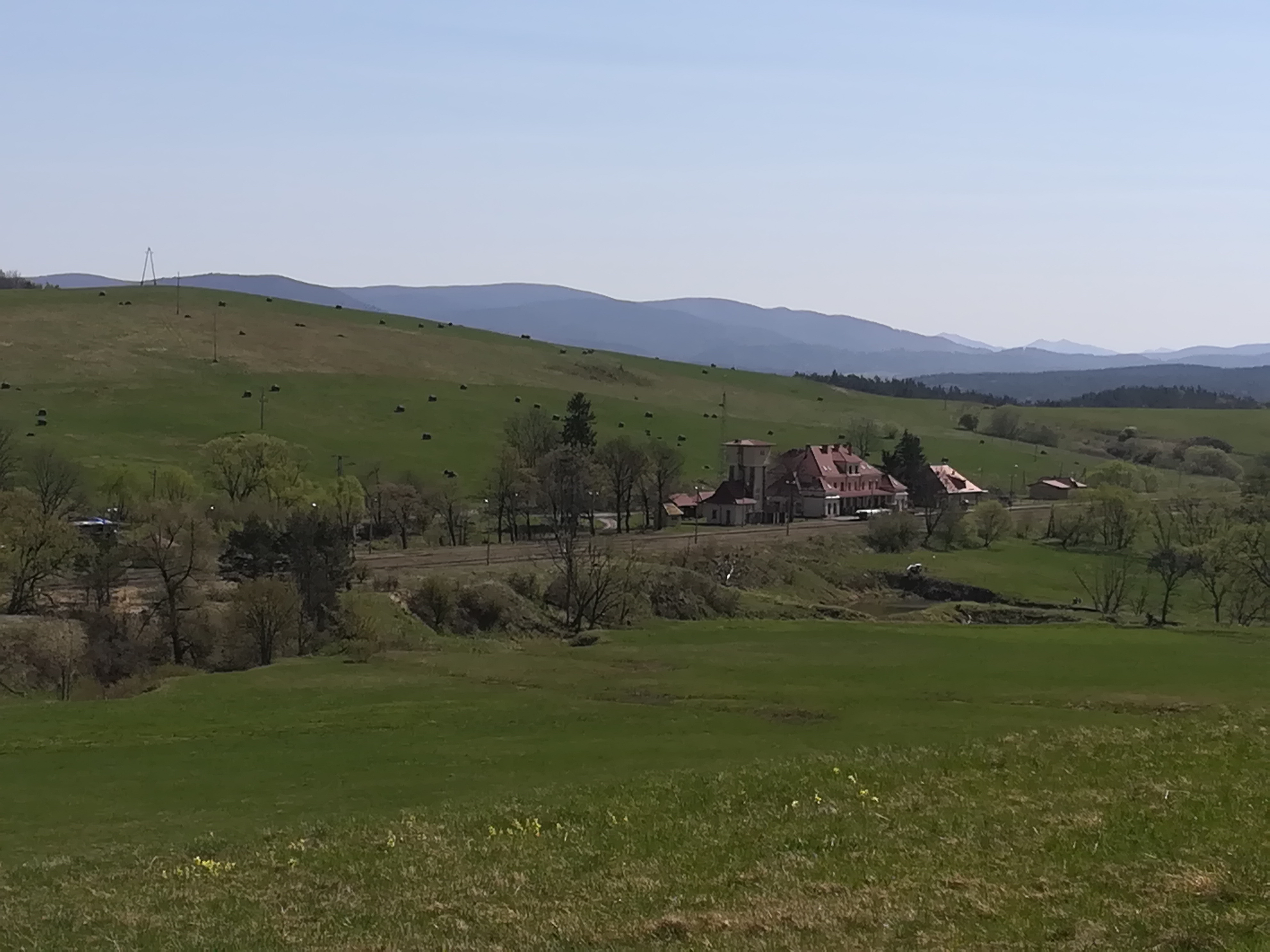
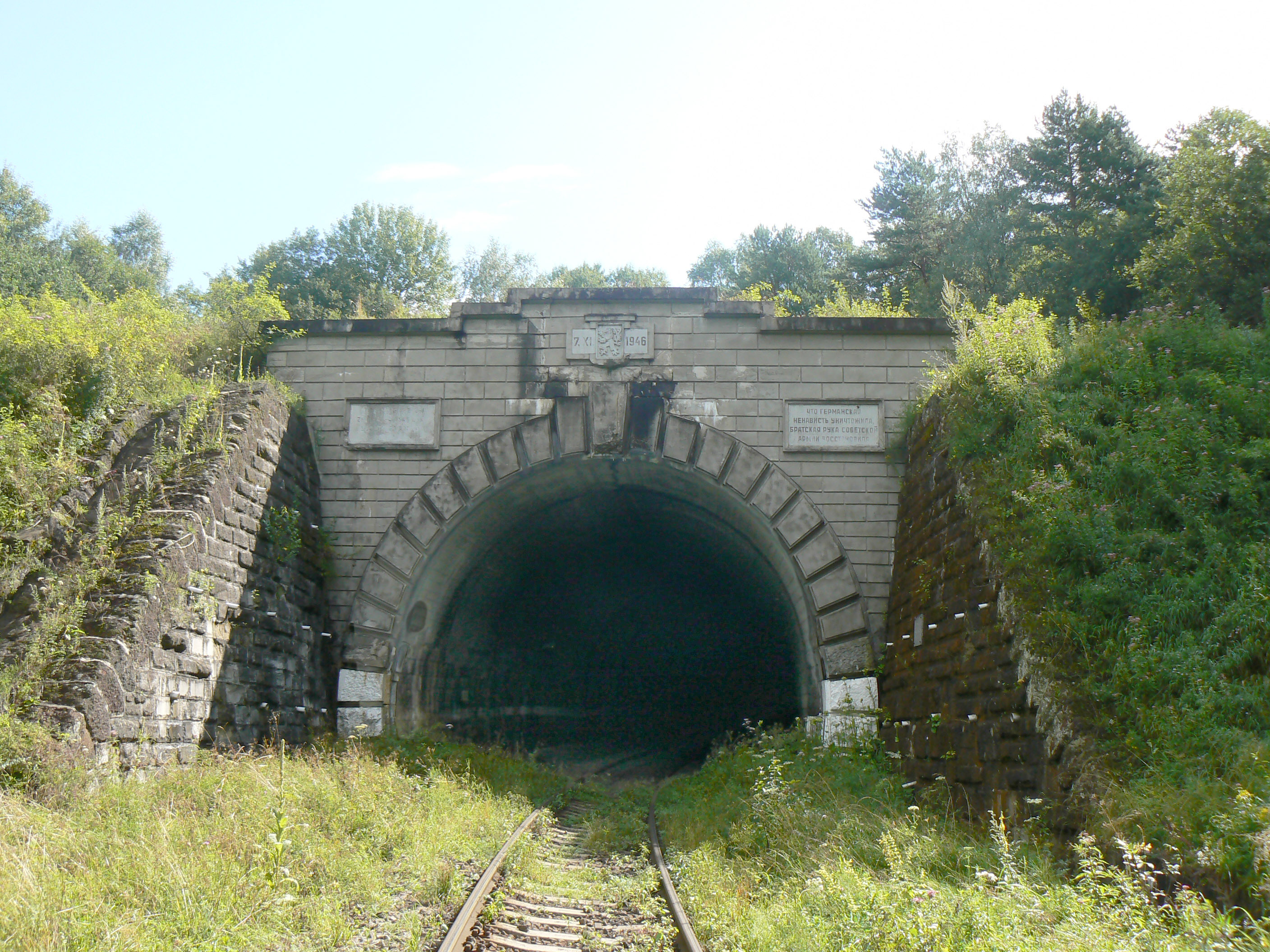
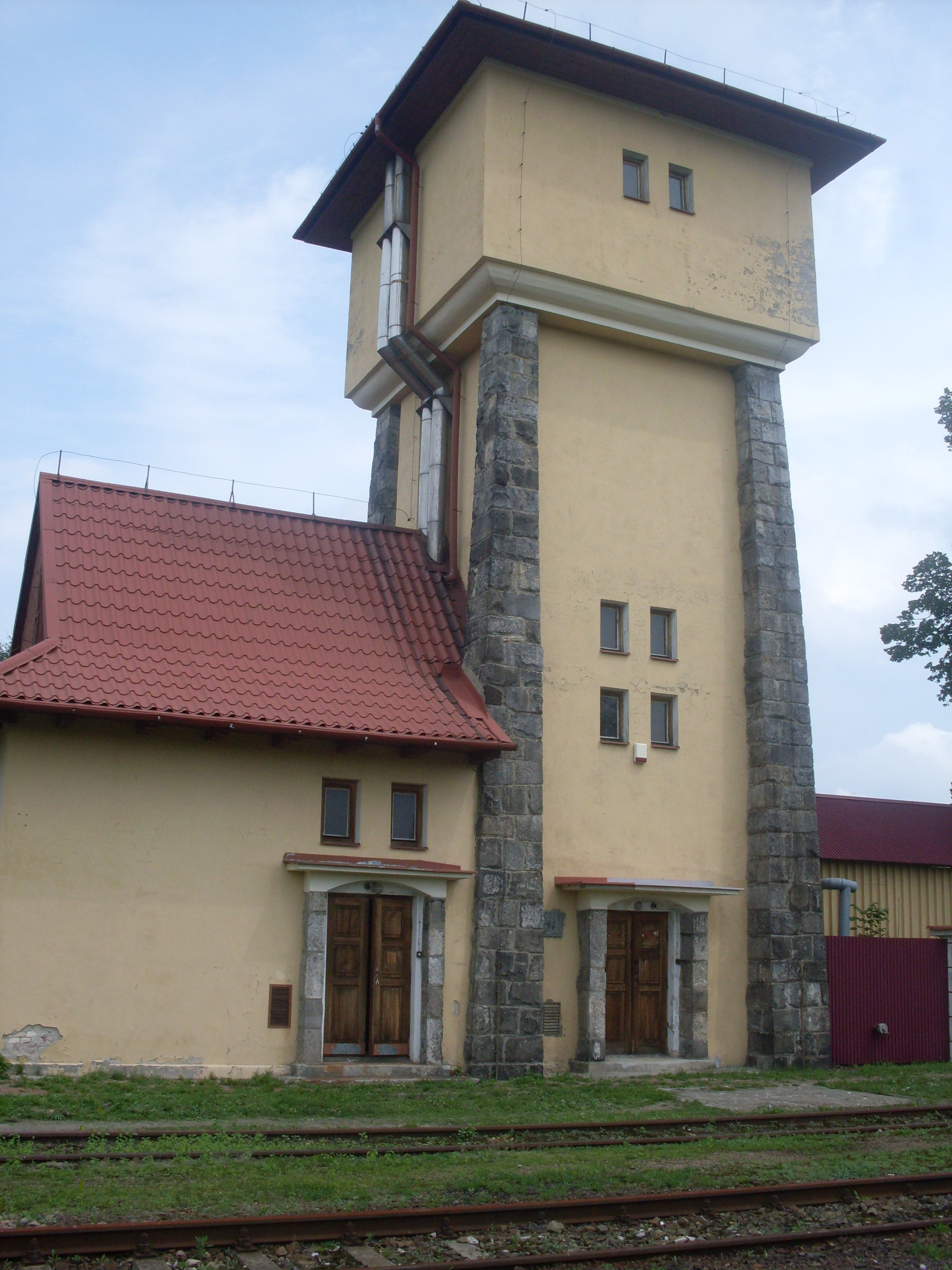